# Phyllanthus elegans
Phyllanthus elegans är en emblikaväxtart som beskrevs av Nathaniel Wallich och Johannes Müller Argoviensis. Phyllanthus elegans ingår i släktet Phyllanthus och familjen emblikaväxter. Inga underarter finns listade i Catalogue of Life.